# Аркадий Столипин
Аркадий Дмитриевич Столипин (на руски: Аркадий Дмитриевич Столыпин) е руски офицер, генерал от артилерията. Участник в Кримската (1853 – 1856) и Руско-турската война (1877 – 1878) и управител на Източна Румелия преди влизането в сила на Берлинския договор.

## Биография
Аркадий Столипин е роден през 1822 г. в усадба Середниково, днешна Московска област, Русия в семейството на потомствен дворянин-офицер. Той е чичо на поета Михаил Лермонтов. На 16-годишна възраст постъпва в Руската императорска армия. Служи в конната артилерия. Получава първо офицерско звание прапоршчик (1842) и достига до звание подпоручик. Излиза в оставка и скоро се връща в армията. Участва в Унгарския поход (1848 – 1849) и Отбраната на Севастопол през Кримската война (1853 – 1856). Оттогава дружи с писателя Лев Толстой.
Атаман на Уралската казашка войска (1857). Има съществен принос в развитието на гр. Уралск. Създава училища, театър, библиотека, военен оркестър, музикална школа и печатница. Съвместно с композитора Александър Даргомижки е автор на оперетата „Кети и Бети“. Генерал-майор (1859), генерал-лейтенант (1868). Напуска армията през 1869 г. Таен съветник в двора на цар Александър II. На академическа изложба през 1869 г. са експонирани 2 скулптурни произведения на Столипин: „Главата на Спасителя“ (по описание на Флавий) и „Медал на статуята на Спасителя“.
Участва в Руско-турската война (1877 – 1878). Проявява се в битката при Никопол. Комендант на Никопол и Плевен след неговото превземане от Западния отряд. Командир на Бургаския отряд. В Действащата руска армия на Балканския полуостров като милосърдна сестра е и неговата съпруга княгиня Наталия Горчакова.
При Временното руско управление е назначен за командир на IX- и Армейски корпус (1878). Генерал-губернатор е на Източна Румелия и Адрианополския санджак (1878 – 1879). По силата на Берлинския договор урежда устройството на автономната област Източна Румелия и съдейства за българския характер на нейното управление.
След завръщането си в Русия е командир на Гренадирския корпус (1886). Генерал от артилерията и генерал-адютант. Член на Александровския комитет на ранените (1889). Комендант на Московския Кремъл и придворен обер-камерхер (1892) до смъртта си през 1899 г.
Аркадий Столипин е автор на „История на Русия за народно и войнишко четене“, статии и спомени, публикувани в руския печат. Той е първият почетен гражданин на гр. Пловдив. Неговото име носи пловдивският квартал Столипиново.
Баща е на руския държавник-реформатор Пьотър Столипин, министър-председател на Русия (1906 – 1911).